# Efrem Sirul
Efrem Sirul (Efrem Siriacul, Ephraim Sirianul, aramaică ܡܪܝ ܐܦܪܝܡ ܣܘܪܝܝܐ - Mor Aphrêm Sûryoyo ) (n. c. 306 în Nisibis, astăzi Nusaybin , d. 9 iunie 373 în Edessa, azi Șanlıurfa) a fost diacon, teolog, autor de imnuri în limba siriacă, venerat ca sfânt în întreaga creștinătate. Primul episcop de Nisibis a fost Sfântul Iacov (290-338) care, în anul 325, a participat la Primul Sinod Ecumenic, ținut la Niceea. Efrem a fost botezat încă din copilărie, mai apoi, drept părinte îndrumător avându-l pe episcopul Iacov. El a predat învățătura creștină ca ascet în Nisibis pînă în anul 363 când împăratul roman Flavius Claudius Iovianus a cedat orașul perșilor. De atunci a trăit în apropierea orașului Edessa. De asemenea, este considerat clasic al literaturii siriene.
Este considerat întemeietorul școlii persane și alături de contemporanul lui mai în vârstă Arafat, unul din cei mai mari teologi ai bisericii siriace. Deoarece a trăit înainte de primele schisme majore din istoria creștinismului, Efrem Sirul este foarte prețiut și venerat ca sfânt în multe biserici din răsărit și apus. În 1920 papa Benedict al XV-lea l-a proclamat doctor al Bisericii.
Sărbătoarea Sfântului Efrem Sirul este celebrată în bisericile ortodoxe în 28 ianuarie, în bisericile evanghelice, anglicane, copte și romano-catolice în ziua de 9 iunie, iar în biserica maronită în 18 iulie.

## Viața
Efrem s-a născut în jurul anului 306 în Nisibis pe vremea aceea un oraș de graniță între Imperiul Roman și Imperiul Persan. După o variantă a tradiției creștine, el a fost fiul unei mame creștine de Amida și al unui preot păgân din Nisibis; după altă variantă, ambii părinți ar fi fost creștini din zona de influență a cetății Nisibis.
La vârsta de optsprezece ani, Efrem a primit botezul creștin și de atunci a fost sub influența și în apropierea sfântului Iacov, primul episcop al cetății. Biserica creștină era considerată în acel moment drept o sectă eretică aceea a ”paulinilor” (Adv. Haer. 22). Adepții lui Bardesanes, ai lui Marcion și ai lui Mani alcătuiau majoritatea creștinilor din Nisibis și Edessa. Pietatea specială a "fiilor legământului", o comunitate ascetică similară monahismului, l-a atras impresionat și format pe Efrem Sirul. A combătut însă vehement mișcare monahală oficială care a fost influențată de maniheismul din Mesopotamia. Din cauza evlaviei și a inteligenței sale, a fost numit profesor al școlii din Nisibis și mai târziu conducătorul acesteia. O legendă creștină ne spune că a fost hirotonit diacon de către episcopul Vasile cel Mare din Cezarea.
În 363, împăratul Flavius Claudius Iovianus cedează, după pierderea unui conflict militar la granița orientală, orașul Nisibis persanilor (vezi Pacea din 363). Atunci  Ephrem a plecat împreună cu mulți alți creștini din orașul său natal și s-a stabilit - după scurtă ședere în zona de Bet-Garmai și Amida - la Edessa (astăzi Sanliurfa / Turcia), capitala  din acea vreme a provinciei romane Osroene (Ὁσροηνή). Edessa era în acel moment centrul administrativ roman al acelei regiuni, dar în același timp și orașul cu cea mai mare comunitate creștină. Nu este clar dacă Efrem a fondat ulterior școala celebră din Edessa și școala persană sau dacă o școală deja existentă  a cunoscut prin el și prin urmașii lui o creștere extraordinară.

Conform tradiției, Efrem a continuat să trăiască la Edessa ca un pustnic într-un schit și și-a petrecut nopțile rugându-se și studiind scripturile. Cu toate acestea, aceasta este probabil interpretarea ulterioară a afilierii sale față de frățietatea "fiilor legământului". Grigorie de Nyssa ne-a lăsat următorul portret: "Efrem este un sârguincios urmaș al primilor apostoli; El poate servi ca exemplu tuturor călugărilor și pustnicilor. El a trăit fără sac, fără băț și nu avea nici argint, nici aur. Mâncarea lui era fulgi de ovăz și legume, iar băutura era apă curată. Corpul lui era ca un schelet din lut."
Efrem a continuat să lucreze până la moartea sa ca profesor, exeget, polemizator, predicator și poet religios.  Efrem a murit pe 9 iunie 373, în Edessa, în Mesopotamia pe vremea împăratului Valens.

## Opera
- Carmina Nisibena, culegere de versuri, remarcabile prin forma poetică, ce au fost traduse chiar în timpul vieții autorului în elină, armeană, arabă, latină;
- Mēmrē ("Discursuri"),
- Madrāšē ("Cercetări"); aceste două lucrări aparțin prozei exegetice.

## Ediții și traduceri
- St. Eprem: A brief guide to the main editions and translations
- Sebastian Brock (Hrsg.): Hymns on paradise: St. Ephrem the Syrian. St Vladimir’s Seminary Press, Crestwood, New York 1990, ISBN 0-88141-076-4.
- MS-B-174 – Thomas a Kempis. Ephraem Syrus. (Ps.-)Basilius Magnus (Theologische Sammelhandschrift). ’s-Hertogenbosch 1467 Format:ULBDD
- Sermones selecti, lat., Freiburg im Breisgau: Kilian Fischer, nu după 1491. versiune digitalizată a bibliotecii universitare din Düsseldorf

- Des Heiligen Ephraem des Syrers Carmina Nisibensis, tradus de Edmund Beck în Corpus Scriptorum Christianorum Orientalum. Peters Publishers, Leuven 1961.

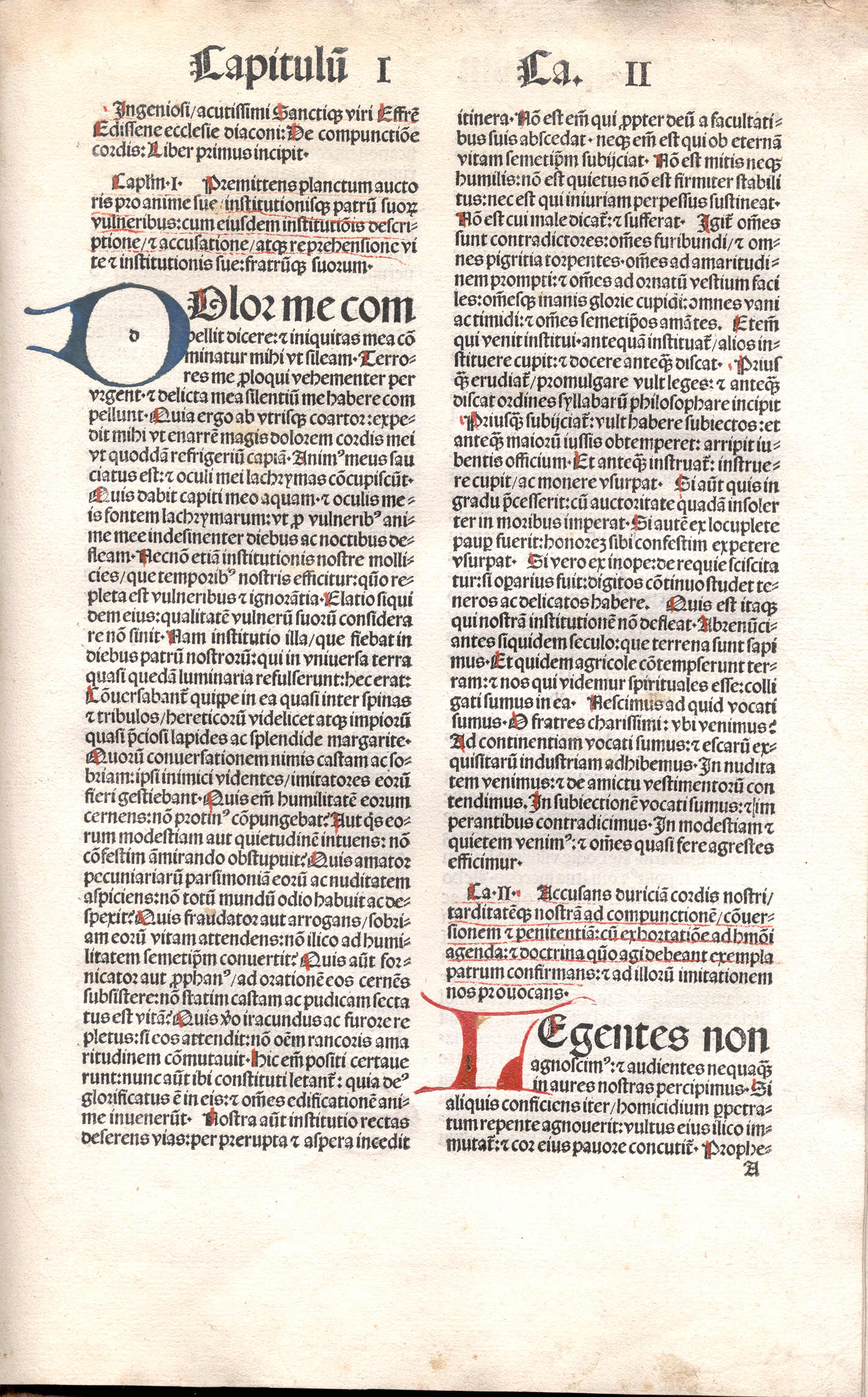
Predicile Sf. Efrem Sirul, Fribourg, 1491

## Traducere în limba română
Silvestru Octavian Isopescul (tr.), Tâlcuirea Sântului părintelui nostru Domnul Efrem Sirul la Pentateuh,Iosua, Judecători, Cărțile lui Samuel și ale Regilor, Cernăuți, 1914 (traducere din limba siriacă și altele).